# Chlorobaptella
Chlorobaptella és un gènere monotípic d'arnes de la família Crambidae, creada per Eugene G. Munroe el 1995. La seva única espècie, Chlorobaptella rufistrigalis, va ser descrita per William Barnes i James Halliday McDunnough per primera vegada el 1914. Es troba a Amèrica del Nord, on s'ha registrat a Califòrnia i Nevada.
Les arnes d'aquest gènere es distingeixen de les arnes de gèneres similars pels seus petits palpi i llengües obsoletes.